# リジー・ヤーノルド
リジー・ヤーノルド（Lizzy Yarnold, 本名：Elizabeth Anne Yarnold,1988年10月31日 - ）は、イギリスの女子スケルトン選手。本名はエリザベス・アン・ヤーノルドで、リジーは愛称であり選手登録名でもある。

## 経歴
2008年に競技をはじめ、2014年ソチオリンピックで金メダルを獲得し、2015年FIBT世界選手権で優勝。ソチオリンピック後に結婚し、一時競技を離れたが復帰。2018年平昌オリンピックで男女を通じてオリンピックのスケルトン競技初の2連覇を達成した。